# Airaphilus madagascariensis
Airaphilus madagascariensis es una especie de coleóptero de la familia Silvanidae.

## Distribución geográfica
Habita en Madagascar.